# Marian van der Meer
Marie Anne (Marian) van der Meer (Hengelo, 18 mei 1936 – Amsterdam, 6 mei 2022) was een Nederlands politica namens de PvdA. Ze was lid van de Provinciale Staten van Noord-Holland en lid van de Eerste Kamer.

## Loopbaan
Van der Meer was werkzaam in een boekhandel en werd hoofd van de bibliotheek van de Wiardi Beckman Stichting. Ze was van 1963 tot 1966 verbonden aan het wetenschappelijk bureau van de Nederlandse Vereniging voor Sexuele Hervorming (NVSH). Binnen de PvdA was ze zowel lokaal als gewestelijk actief, was lid van het partijbestuur en van de partijraad en actief binnen Rooie Vrouwen. Ze sympathiseerde met de Nieuw Linksbeweging binnen de partij. In 1970 werd ze verkozen in de Provinciale Staten van Noord-Holland. Die functie behield ze tot 1982. Van 1983 tot 1995 was Van der Meer lid van de Eerste Kamer. Ze voerde het woord over mediazaken, justitie en welzijn. Daarnaast was ze als bestuurder en adviseur verbonden aan vele organisaties, vooral op het gebied van cultuur, emancipatie en zorg.

## Persoonlijk
Ze was in 1963 gehuwd met Jaap van den Bergh (1934-2015), gemeenteraadslid voor de PvdA in Amsterdam en een zoon van George van den Bergh. Het paar ging later uit elkaar. Tijdens haar huwelijk voerde ze ook de naam Marian van den Bergh. Van der Meer overleed in 2022 op 85-jarige leeftijd.
- Parlement.com: vg09llnw0xgx